# Arrondissement de Saint-Affrique
L'arrondissement de Saint-Affrique est un ancien arrondissement français du département de l'Aveyron créé le 17 février 1800 et supprimé le 10 septembre 1926. Les cantons furent rattachés à l'arrondissement de Millau.

## Composition
Il comprenait les cantons de Belmont-sur-Rance, Camarès, Cornus, Saint-Affrique, Saint-Rome-de-Tarn, Saint-Sernin-sur-Rance.

## Sous-préfets
| Période          | Période           | Identité           | Fonction précédente                                                                 | Observation                                                                |
| ---------------- | ----------------- | ------------------ | ----------------------------------------------------------------------------------- | -------------------------------------------------------------------------- |
|                  |                   |                    |                                                                                     |                                                                            |
| 23 avril 1849    | 29 septembre 1849 | Jean Isoard        | Rédacteur au ministère de l'agriculture et du commerce                              | Nommé sous-préfet de Gray                                                  |
|                  |                   |                    |                                                                                     |                                                                            |
| 9 juin 1858      | 20 décembre 1863  | Antoine Brassier   | Conseiller de préfecture du Puy-de-Dôme                                             | Nommé sous-préfet de Moissac                                               |
|                  |                   |                    |                                                                                     |                                                                            |
| 1870             |                   | Paul Fournol       |                                                                                     |                                                                            |
| 29 avril 1871    | 27 décembre 1871  | Jean Bertereau     | Sous-préfet de Gourdon                                                              | Nommé sous-préfet de Châteaubriant                                         |
|                  |                   |                    |                                                                                     |                                                                            |
| 23 août 1873     | 31 janvier 1874   | Jean Bouniols      | Sous-préfet de Florac                                                               | Remplacé                                                                   |
|                  |                   |                    |                                                                                     |                                                                            |
| 6 avril 1878     | 12 janvier 1880   | Frédéric Yvernès   | Sous-préfet de Saint-Pons                                                           | Nommé sous-préfet de Saint-Girons                                          |
| 12 janvier 1880  | 5 octobre 1884    | Jean Cassan        | Sous-préfet d'Orthez                                                                | Mis en disponibilité                                                       |
| 5 octobre 1884   | 22 mars 1889      | Simon Moussard     | Chef de cabinet du préfet de l'Aveyron                                              | Nommé sous-préfet de Villefranche-de-Rouergue                              |
| 22 mars 1889     | 24 mars 1893      | Marie Richier      |                                                                                     | Nommé sous-préfet de Lannion                                               |
|                  |                   |                    |                                                                                     |                                                                            |
| 7 janvier 1894   | 25 juin 1896      | Louis Lonjon       | Secrétaire général de la préfecture de Tarn-et-Garonne                              | Nommé sous-préfet de Puget-Théniers                                        |
| 5 août 1896      | 21 octobre 1898   | Léon François      |                                                                                     | Nommé sous-préfet de Loudun                                                |
| 21 octobre 1898  | 31 mai 1902       | Philippe Serre     | Sous-préfet de Gourdon                                                              | Nommé conseiller de préfecture de la Haute-Garonne                         |
| 31 mai 1902      | 4 août 1902       | Henri Giacobbi     | Conseiller de préfecture de la Haute-Garonne                                        | Nommé secrétaire général de la préfecture de la Mayenne                    |
| 4 août 1902      | 9 septembre 1902  | Ernest Benoiste    | Sous-préfet de Segré                                                                | Mis en disponibilité sur sa demande                                        |
| 9 septembre 1902 | 5 septembre 1904  | Adrien Minier      | Conseiller de préfecture de la Haute-Loire                                          | Nommé sous-préfet de Saint-Amand                                           |
| 5 septembre 1904 | 3 octobre 1910    | Georges Gillet     |                                                                                     | Nommé sous-préfet de Vervins                                               |
| 3 octobre 1910   | 13 juin 1912      | Édouard Breunig    | Sous-préfet de Sartène                                                              | Nommé secrétaire général de la préfecture des Ardennes                     |
| 13 juin 1912     | 30 mai 1913       | Georges Ducruzel   | Chef de cabinet du préfet de la Dordogne                                            | Nommé sous-préfet de Valognes                                              |
| 30 mai 1913      | 8 novembre 1914   | Gaston Bertoin     |                                                                                     | Mobilisé pour la guerre et meurt pour la France                            |
| 8 novembre 1914  |                   | Émile Segard       |                                                                                     | Mort en fonction                                                           |
| 30 octobre 1917  | 21 avril 1919     | Georges Calloc'h   | Sous-préfet de Briançon                                                             | Nommé sous-préfet de Civray                                                |
| 22 mars 1919     | 20 février 1921   | Joseph Varaldi     | Secrétaire général de la préfecture de l'Aveyron                                    | Nommé sous-préfet de Brioude                                               |
| 20 février 1921  | 31 décembre 1921  | Maxime Miane       | Conseiller de préfecture de la Haute-Savoie                                         | Nommé conseiller de préfecture des Bouches-du-Rhône                        |
| 31 décembre 1921 | 8 septembre 1924  | Joseph Delpeyrou   | Sous-préfet d'Embrun                                                                | Nommé sous-préfet de Civray                                                |
| 8 septembre 1924 | 28 avril 1925     | Henri Matheron     | Secrétaire général de la préfecture des Basses-Alpes                                | Nommé chef puis directeur du cabinet du ministre de la Marine              |
| 28 avril 1925    | 22 septembre 1926 | Alphonse Le Gentil | Chef du secrétariat puis secrétaire du service interallié, des transports maritimes | Rattaché à la préfecture de l'Aveyron à la fermeture de la sous-préfecture |